# Nelson Tsimi
Nelson Tsimi (1997) è un giocatore di football americano francese che gioca come wide receiver per gli Spartiates d'Amiens.

## Palmarès
- 1 World Games (2017)
- 1 Europeo (2018)
- 1 Casque d'Or (Spartiates d'Amiens, 2018)